# Otto Dorn
Otto Dorn (Colonia, 7 de septiembre de 1848 - Wiesbaden, 8 de noviembre de 1931) fue un compositor y músico alemán.
Después de realizar los estudios en el Conservatorio Stern de Berlín, en Francia e Italia, se estableció en Wiesbaden, donde desarrolló la actividad de profesor y crítico musical.
Compuso tres óperas: Afraja (Gotha, 1891); Närodal (Kassel, 1901); Die Schöne Müllgrin (Kassel, 1906); los sonidos para voz y piano, Auf Wiedersehn! (Stuttgart, 1899); Lieder, voz y piano (Stuttgart, 1899); Himnos religiosas (Stuttgart, 1904) y Danzas para piano (Stuttgart / Leipzig, 1907).
Era hijo de Heinrich Dorn (1804-1892) y hermano de Alexander Dorn (1833-1901), ambos músicos y compositores también.